# Citic Plaza
Le Citic Plaza (中信廣場, pinyin : zhōngxìn guǎngchǎng), est un gratte-ciel de Guangzhou (Canton), en Chine. Conçu par la cabinet d'architecture hongkongais DLN Architects, il a été achevé en 1997. Haut de 391 mètres et comptant 80 étages, il était, au moment de sa construction, le plus haut immeuble d'Asie.
Au pied de la Citic Plaza se trouvent les Citic Plaza Apartments, deux gratte-ciel jumeaux de 142 mètres de hauteur.